# Can Cruet (Sora)
Can Cruet és una casa de Sora (Osona) inclosa a l'Inventari del Patrimoni Arquitectònic de Catalunya.

## Descripció
Casa de planta rectangular construïda amb carreus irregulars però ben tallats, i morter. Per la part exterior, els murs estan arrebossats. Tant les portes com les finestres tenen una llinda de pedra. La llinda de la porta principal presenta part d'una inscripció on es pot llegir: LA CR JOAN PALOV 03.